# NGC 3306
NGC 3306 is een balkspiraalstelsel in het sterrenbeeld Leeuw. Het hemelobject werd op 27 april 1886 ontdekt door de Amerikaanse astronoom Lewis A. Swift.

## Synoniemen
- UGC 5774
- MCG 2-27-32
- ZWG 65.68
- IRAS10345+1254
- PGC 31528